# Cabassa (instrument)
La cabassa, cabasa, cabaza o afuché és un instrument musical rítmic de fusta agitada.
El seu nom es deu al fet que originàriament estaven realitzades amb carabassa (en portuguès cabaça), com el güiro i les maraques.
La cabassa procedeix de la música popular llatinoamericana. No obstant això, ja està present en algunes orquestres en el subapartat de petita percussió. És molt utilitzada en el jazz llatí, especialment en el gènere bossa nova. Actualment va guanyar molt terreny dins del reggae i la música pop.

## Característiques
La cabassa està construïda amb anells de boles d'acer en forma de cadenes, que emboliquen un cilindre gruixut. És un cos buit i tancat. En el seu interior hi ha uns sonalls metàl·lics que quan l'instrument és agitat en l'aire o copejat amb la mà entrexoquen entre si o amb la paret de la cabasa i produeixen so. El cilindre està unit a un llarg i prim manubri de fusta o plàstic, o metall.